# أندريه راماليو سيلفا
أندريه راماليو سيلفا (بالبرتغالية André Ramalho Silva) (مواليد 16 فبراير 1992) هو لاعب كرة قدم برازيلي مركزه الأساسي قلب دفاع ويلعب أيضًا كلاعب وسط دفاعي, ويلعب حاليًا لنادي باير ليفركوزن الألماني.

## روابط خارجية
- أندريه راماليو سيلفا على موقع الاتحاد الأوربي (الإنجليزية)
- أندريه راماليو سيلفا على موقع قاعدة بيانات كرة القدم.إي يو (الإنجليزية)
- أندريه راماليو سيلفا على موقع ليكيب (الفرنسية)
- أندريه راماليو سيلفا على موقع Soccerway.com (الإنجليزية)
- أندريه راماليو سيلفا على موقع عالم كرة القدم.نت (الإنجليزية)
- أندريه راماليو سيلفا على موقع AS.com (الإسبانية)
- André Silva[وصلة مكسورة]